# 후안데푸카판

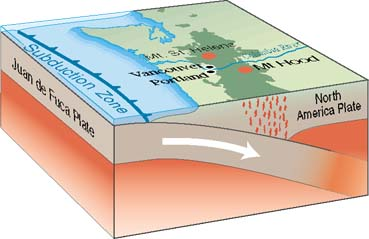
후안데푸카판의 단면도, USGS

후안데푸카판(Juan de Fuca Plate)은 후안데푸카 해령으로부터 생성된 미국의 서부에 있는 판이다. 캐스캐디아 섭입대에서 북아메리카판의 서쪽 부분을 북쪽 아래로 침강하고 있다. 탐험가 후안 데 푸카의 이름을 땄다. 지구의 지질학적 판들 중 가장 작은 것 중 하나로, 후안데푸카판은 한때 광대한 패럴론판의 잔재 부분이며, 이것은 현재도 광범위하게 북아메리카판 아래로 침강하고 있다. 1960년대에 상세하게 조사되었고, 판 구조론의 성립에 기여했다.

## 개요
1961년에 미국 서부 해안의 해저가 상세하게 조사되었고, 해저 암석에 남겨진 옛 자기 기록이 일정한 간격으로 정부(正負)가 반대로 되어 있는 것으로 밝혀졌다. 또한 그 정부의 줄무늬가 곳곳에서 어긋나 있음을 알고 당시 연구자들이 이것에 주목했다.
판 구조론 이론의 발전과 함께 이러한 줄무늬나 그 차이가 이해되게 되었다. 동시에 거의 존재하지 않는 패럴론판의 조각으로 귀중한 연구 대상이 되고 있다. 특히 차이는 북태평양, 북아메리카 지역의 판 운동을 아는데 있어서 중요시 되고 있다.

## 같이 보기
- 판 구조론